# Dave Annable
Dave Annable, all'anagrafe David Rodman Annable (Suffern, 15 settembre 1979), è un attore statunitense, noto soprattutto per il ruolo di Justin Walker nella serie televisiva Brothers & Sisters - Segreti di famiglia.

## Biografia
Cresciuto a Walden (New York), si diploma nel 1997. Frequenta l'Università SUNY Plattsburgh di New York, qui lavora presso la stazione televisiva Plattsburgh State Television (PSTV), sia alla produzione che in onda con alcuni programmi. Lascia l'università nel 2003 per perseguire la sua carriera d'attore, iscrivendosi alla scuola di recitazione Neighborhood Playhouse di New York. Ritorna all'università dopo 5 anni e consegue la laurea nel 2009. Dal 10 ottobre 2010 è sposato con l'attrice americana Odette Yustman. Il 7 settembre 2015 nasce la loro prima figlia.
In tv debutta nel 2002 in un episodio di Squadra emergenza. Nel 2004 partecipa alla commedia romantica Tutte le ex del mio ragazzo con Brittany Murphy. Nel 2005 prende parte a Reunion, serie tv di Fox, che racconta le vicende di un gruppo di sei amici diplomatisi nel 1986 e che continuano la loro vita. Quando, alla morte di uno di essi nel 2005, prende via un'indagine a ritroso per capire l'identità della vittima. Gli episodi, scanditi anno per anno, erano inizialmente 22. Solo i primi 9 (fino al 1994), dei 13 registrati, sono stati mandati in onda, prima della cancellazione.
Nel 2006 accetta il ruolo di Justin Walker nella serie televisiva prodotta dalla ABC Brothers & Sisters - Segreti di famiglia, il figlio più piccolo della famiglia Walker ritornato dall'Afghanistan e con problemi di tossicodipendenza dovuti allo stress post-traumatico della guerra. La serie terminerà nel 2011 alla quinta stagione.
Nel 2007 occupa il 7º posto nella classifica annuale degli "Uomini Più Sexy" stilata da People. Ritorna al lungometraggio con la commedia (S)Ex List, con Anna Faris e Chris Evans, nel ruolo del ricco Jake Adams, e come protagonista della commedia romantica americana You May Not Kiss the Bride. Nel 2012 entra a far parte del cast principale della serie televisiva 666 Park Avenue, interpretando il ruolo di Henry Martin. Nel 2019 è nel cast della serie di Netflix What/If nei panni del primario dottor Ian Harris.

## Filmografia

### Cinema
- Tutte le ex del mio ragazzo (Little Black Book), regia di Nick Hurran (2004)
- You May Not Kiss the Bride, regia di Rob Hedden (2011)
- (S)Ex List (What's Your Number?), regia di Mark Mylod (2011)
- Armed Response, regia di John Stockwell (2017)

### Televisione
- Squadra emergenza (Third Watch) – serie TV, 1 episodio (1999)
- Reunion – serie TV, 13 episodi (2005-2006)
- Brothers & Sisters - Segreti di famiglia – serie TV, 110 episodi (2006-2011)
- 666 Park Avenue – serie TV, 13 episodi (2012)
- Ben and Kate – serie TV, 1 episodio (2013)
- Red Band Society – serie TV, 13 episodi (2014-2015)
- Heartbeat – serie TV, 10 episodi (2016)
- L'amore non dorme mai (No Sleep 'Til Christmas), regia di Phil Traill - film TV (2018)
- Yellowstone – serie TV, episodi 1x01-2x07-4x10 (2018-2022)
- What/If – serie TV, 9 episodi (2019)
- This Is Us – serie TV, episodio 4x16 (2020)
- Fantasy Island – serie TV, episodio 1x02 (2021)
- Walker - serie TV, 12 episodi (2021-2022)
- Lioness (Lioness) - serie TV, 8 episodi (2023-in corso)
- The Waterfront – serie TV, 6 episodi (2025)

## Doppiatori italiani
Nelle versioni in italiano delle sue opere, Dave Annable è stato doppiato da:
- Stefano Crescentini in 666 Park Avenue, Heartbeat, Walker, Lioness
- David Chevalier in Brothers & Sisters - Segreti di famiglia, Ben and Kate, Red Band Society
- Andrea Lavagnino in Fantasy Island, The Waterfront
- Riccardo Scarafoni in (S)Ex List
- Roberto Chevalier in What/If
- Emiliano Coltorti in Yellowstone